# Carl Albert Purpus
Carl Albrecht Purpus (o Karl Albert Purpus) ( 26 de febrero de 1851 , Hahnweilerhof , Börrstadt, Pfalz - 17 de enero de 1941 , El Mirador, Huatusco, Veracruz) fue un botánico alemán, explorador de gran parte de México, y EE. UU..

## Vida y obra
Purpus recolectó especímenes para el vivero Baumschule Späth de Berlín; y plantas de los Alpes para la guardería Sündermann en Lindau, y para el Jardín Botánico de la Universidad Técnica de Darmstadt, donde su hermano Joseph Anton Purpus (1860-1932) era desde 1888 inspector allí. Allí envió la famosa „Reina de la Noche“ de Darmstadt.
Purpus fue muy conocido por sus recolecciones botánicas en México. Llevó más de 240 nuevas especies a Europa, donde a muchas se las nombró como purpusii, purpusianus, purpusiorum erhielten.

## Honores

### Epónimos
El género Purpusia Brandegee fue así llamado en su honor.

## Algunas publicaciones
- Carl Albert Purpus. 1907. Mexikanische Hochgipfel (=Vegetationsbilder 8. Reihe, Heft 8 hrsg.v. G. Karsten und H. Schenck ) m. 6 Bl. und 6 Tafeln in Lichtdruck Fischer Jena 1907